# 河伯彎貝介
河伯彎貝介（学名：Loxoconcha hobei）为彎貝介科彎貝介屬下的一个种。